# Fernanda García Lao
Fernanda García Lao, née le 6 octobre 1966 à Mendoza dans la province du même nom en Argentine, est une romancière, poétesse, dramaturge et actrice argentine.

## Biographie
Fernanda García Lao naît en 1966 à Mendoza dans la province du même nom. Elle est la fille du journaliste argentin Ambrosio García Lao (es) et de la journaliste espagnole María del Amor González. En 1976, sa famille fuit le Processus de réorganisation nationale, une nouvelle dictature militaire argentine, et part s'installer à Madrid. Elle étudie le piano, la danse classique et le théâtre, suit des études de journalisme à l'université Complutense, puis retourne à la fin des années 1980 en Argentine, dans sa ville natale et à Buenos Aires, où elle suit une formation d'actrice dans les écoles de Norman Briski (es) et de Ricardo Bartís, avant d'étudier la dramaturgie auprès du metteur en scène Mauricio Kartun (es),.
Elle commence sa carrière dans le monde du théâtre indépendant, comme actrice, dramaturge et metteur en scène, à Buenos Aires et à Madrid. Elle publie en 2005 son premier roman, La Faim de María Bernabé (Muerta de hambre), qui narre le quotidien difficile d'une femme obèse qui se force à l'être encore plus chaque jour, sombrant peu à peu dans la folie, consciente de sa souffrance mais incapable d'y mettre fin,. Son second roman, La Parfaite autre chose (La perfecta otra cosa), raconte la curieuse histoire d'une famille loin d'être modèle en Argentine. Son troisième roman, La Peau dure (La piel dura), est le récit de la vie de Violetta, une comédienne ratée qui, après une greffe de la main, entame une nouvelle vie étrange mais couronnée de succès avec cette dernière. Ces trois romans sont publiés en France par la petite maison d’éditions strasbourgeoise La Dernière Goutte.
Lors de la foire internationale du livre de Guadalajara (es) en 2011, elle apparaît dans la liste des vingt-cinq secrets les mieux gardés de la littérature latino-américaine.
Elle poursuit ensuite sa carrière littéraire en publiant divers textes, comme le recueil de nouvelles El tormento más puro en 2019,, consacré aux bizarreries de la vie ordinaire, ou le roman Nación Vacuna en 2017, une dystopie des temps modernes,.

## Œuvre

### Romans, recueils de nouvelles et de poésie
- Muerta de hambre (2005) Publié en français sous le titre La Faim de María Bernabé, traduction d'Isabelle Gugnon, Strasbourg, La Dernière goutte, 2011
- La perfecta otra cosa (2007) Publié en français sous le titre La Parfaite autre chose, traduction d'Isabelle Gugnon, Strasbourg, La Dernière goutte, 2012
- La piel dura (2011) Publié en français sous le titre La Peau dure, traduction d'Isabelle Gugnon, Strasbourg, La Dernière goutte, 2013
- Vagabundas (2011)
- Fuera de la jaula (2014)
- Amor invertido (2015, avec Guillermo Saccomanno (es))
- Nación Vacuna (2017)
- Los que vienen de la noche (2018, avec Guillermo Saccomanno (es))
- Sulfuro (2022)

### Recueils de nouvelles
- Cómo usar un cuchillo (2013)
- El tormento más puro (2019)
- Teoría del tacto (España, 2023. Argentina 2024)

### Recueils de poésie
- Carnívora (2016)
- Dolorosa (2017)
- Autobiografía con objetos (2022)

### Pièces de théâtre
- El sol en la cara (1999)
- La mirada  horrible (2001)
- Ser el amo (2002)
- La amante de Baudelaire, vestida de terciopelo (2004)
- Desde el acantilado (2005)

## Prix et distinctions notables
- Premier prix roman du Fondo Nacional de las Artes (es) en 2004 pour le roman La Faim de María Bernabé (Muerta de hambre)[12].
- Troisième Prix Julio Cortázar de Roman (2004) – La perfecta otra cosa.
- Premier Prix du Secrétariat National à la Culture pour la Meilleure Pièce Montée (2000) – La mirada horrible.
- Bourse de la Fundación Antorchas pour la Création Artistique (2002) – Ser el amo.
- Soutien de Proteatro et de l’Ambassade de France pour La amante de Baudelaire, représentée entre 2004 et 2007.
- Prix de la Meilleure Interprétation (partagé avec Gabriela Luján) au Festival du Sommet des Amériques à Mar del Plata – La amante de Baudelaire.
- Sélectionnée par la Feria International del Libro de Guadalajara (2011) comme l’un des “secrets les mieux gardés de la littérature latino-américaine”.
- Finaliste du Premio Setenil (2024) – Teoría del tacto.
- Finaliste du Premio Tigre Juan (2024) – également pour Teoría del tacto.